# 小早
小早（こはや）は、中世（戦国時代）から近世（江戸時代）にかけて使われた日本の軍用船の種類のひとつで、大型の安宅船と中型の関船とで三分される内で最も小型の軍船を指す。名称の“小早”は、“小型の早船（関船）”という意味である。小早船（こばやぶね）の略ともされる。

## 概要

### 戦国時代
艪（ろ）の数は概ね40挺以下。船体が小さく、安宅船や関船とは異なって船体の全長を覆う甲板状の上部構造物（総矢倉）を持たないため、搭乗できる戦闘員は少なく、矢倉上の高い位置から射撃することも不可能である。安宅船などは総矢倉の周囲に楯板と呼ばれる装甲を張って矢などを防いでいるが、小早は半垣造りとよばれる足を隠す程度の低い側壁（垣立）を持つのみで、防御力にも劣る。織田家の九鬼水軍などでは戦闘での役割は補助的で、その軽快な機動力を活かして偵察や伝令などの用途に主用された。一方、毛利水軍や村上水軍などは焙烙火矢や投げ焙烙を主要武器として用いていたため、小型・快速の小早が主力艦であった。

### 江戸時代
江戸時代には大船建造の禁により安宅船が廃船となり、関船の維持すら費用がかさんで困難であったため、小早が各藩の正規軍船の多くを占めた。小早は快速で平時の警察任務にも適していた。防水や腐食防止、装飾のため、船体を漆で華麗に塗りあげられた塗小早も用いられた。徳川家康が彦根藩の井伊氏に命じて水軍として備えさせた小早は朱塗で、中の障子は黒の塗縁、絹の腰板、24挺艪。彦根から大津まで、琵琶湖上15里を2刻（4時間）で漕ぎ渡ったという。
江戸時代に入ると、商船として江戸・大坂間の海運にも使用された。正保年間、摂津国伝法村の商人が駿河国の廻船を傭い、海路で貨物を江戸に無事運漕した。これを見た大坂や西宮、兵庫などの商人は、船を新造して大坂廻船の基礎を築いた。200石ないし400石積みで、航路は航海の途中で各地に寄港する地廻りであった。

### 近代以降
軍船としての小早は、幕末の西洋式海軍建設によって消滅した。和歌山県の熊野速玉大社の神事に用いられる諸手船は、熊野水軍の小早の特徴を残していると言われる。なお、広島県尾道市で行われる因島水軍まつりでは、小早への体験乗船や小早レースが行われている。